# Пољска подземна држава
Пољска подземна држава (пољ. Polskie Państwo Podziemne, такође позната и као Пољска тајна држава)[а] је била једини политички и војни ентитет, формиран од стране уједињених покрета отпора у окупираној Пољској, који је био лојалан Пољској влади у егзилу у Лондону. Први елементи Подземне државе успостављени су у периоду завршетка немачке и совјетске инвазије на Пољску, крајем септембра 1939. године. Подземну државу су присталице сматрале као правни наставак предратне Друге пољске републике (и њених институција) која је водила оружану борбу против окупационих сила земље: Трећег рајха и Совјетског Савеза. Подземна држава обухватала је војни отпор, један од највећих на свету,[б] али и цивилне структуре, као што су образовање, култура и социјалне услуге.
Иако је Подземна држава уживала широку подршку током већег дела рата, левица (комунисти) је није подржала или признала. Националисти из Националног радикалног кампа Фаланга и Националног радикалног кампа АБЦ успротивили су се немачкој окупацији Пољске и два покрета су се брзо придружила Народној конфедерацији, делу Пољске подземне државе који је такође укључивао већину припадника предратне деснице. Утицај комуниста на крају је опао усред војних преокрета (посебно након неуспеха Варшавског устанка) и све већег непријатељства са СССР-ом. Совјетски Савез је 1944. године организовао алтернативну марионетску владу (Пољски одбор за национално ослобођење) и осигурао да она буде основа послератне владе у Пољској. Током комунистичког преузимања Пољске на крају рата, многи припадници Подземне државе били су процесуирани као наводни издајници и настрадали су у заточеништву. Напуштене од западних савезника, схвативши да је немогуће преговарати са Совјетима и желећи да избегну грађански рат, кључне институције Подземне државе су се распале у првој половини 1945. године.
Коначно, стотине хиљада људи директно су били повезани са различитим сегментима Подземне државе ([[Армија Крајова#Припадништво|процењено је да је Армија Крајова имала око 400.000 чланова), а милиони пољских грађана су их тихо подржавали. Образложење за стварање тајне цивилне власти темељило се на чињеници да је немачка и совјетска окупација Пољске била илегална. Стога су све институције створене од окупационих сила сматране илегалним, а паралелне пољске подземне институције успостављене су у складу са Пољским правним системом. Популарност Подземне државе расла је и акцијама окупатора, чији су покушаји да униште пољску државу, нацију и њену културу, укључујући најважније геноцидне политике које су спровођене над пољским грађанима, подстицале народну подршку пољском покрету отпора и његов развој.
Током периода Хладног рата, пољски комунистички званичници су умањивали заслуге Подземне државе, а уместо тога су истицали улогу коју су комунистички партизани играли у антинацистичком отпору. Стога су донедавно највећи део истраживања на ову тему вршили пољски историчари који су били у егзилу.

## Историја

### 1939–1940: Оснивање
У много чему, историја Пољске подземне државе односи се на пољски некомунистички отпор уопште. Подземна држава почиње од организације Служба победи Пољске (пољ. Służba Zwycięstwu Polski, скраћено SZP), која је основана 27. септембра 1939. године, један дан пре предаје престонице Варшаве, у периоду када је пољски пораз био неизбежан током немачке и совјетске инвазије. Оснивач СЗП генерал Михал Карашевич Токаржевски добио је наредбу од пољског врховног команданта маршала Едварда Риђ-Шмиглија да организују и спроведу отпор у окупираној Пољској. Карашевич Токаржевски је сматрао да би организација коју ствара требала избећи строго војни формат, и у складу са традицијама подземне пољске националне владе из 19. века и пољске војне организације из периода Првог светског рата, требало би да обухвати различите аспекте цивилног живота. Дакле, СЗП је у контакту са Пољском владом у егзилу, себе замислио не само као организацију оружаног отпора, већ и као средство преко којег је Пољска држава наставила да управља окупираним територијама.
Након Пољског устава, председник Игнаци Мошћицки, интернирао је у Румунију након што се пољска влада евакуисала из Пољске 17. септембра, поднео је оставку и именовао генерала Болеслава Вијенава-Двугосовског за свог наследника. Због одлуке француске владе Вијенава-Двугосовски је смењен а постављен је Владислав Рачкјевич на месту председника 29. септембра. Генерал Владислав Сикорски, дугогодишњи противник режима Санационе владе који је боравио у Француској и имао подршку француске владе, постао је врховни пољски командант (28. септембра) и пољски премијер (30. септембра). Француска и Велика Британија су ову владу брзо признале. Рачкјевич, је описан као "слаб и неодлучан", имао је релативно мали утицај у поређењу са харизматичним Сикорским.
Због политичких разлика међу фракцијама у пољској влади у егзилу, а нарочито СЗП-а са Санационим режимом који је доминирао пољском владом од средине 1920-их, СЗП је реорганизован у Савез за оружану борбу (пољ. Związek Walki Zbrojnej, скраћено ZVZ) 13. новембра 1939. године. Карашевич-Токаржевски подржао је тај потез, желећи укључити странке маргинализоване од Санационог режима и подржао формирање Главног политичког већа (пољ. Główna Rada Polityczna, скраћено ). Сикорски је именовао генерала Казимјержа Соснковског на челу ЗВЗ-а, а пуковник Стефан Ровецки постављен је за команданта немачке окупационе зоне ЗВЗ. Карашевич-Токаржевски постао је командант совјетске зоне ЗВЗ-а, али су га Совјети у марту 1940. године ухапсили приликом покушаја преласка нове немачко-совјетске границе.. У јуну Сикорски је именовао Ровецког за команданта обе зоне.
С обзиром на то да се ЗВЗ фокусирао на бобене аспекте, његова цивилна димензија била је нејасно одређена и спорије се развијала - ситуацију су погоршавале сложене политичке дискусије које су се тада одвијале између политичара у окупираној Пољској и влади у егзилу (прво смештеној у Паризу, а након пада Француске, у Лондону). Влада Сикорског изабрала је демократски правац за разлику од мање демократског предратног Санациног режима. Национално веће формирала је влада у егзилу у децембру 1939. године, које је укључивало представнике различитих пољских политичких фракција. У међувремену, у окупираној Пољској, велики корак ка развоју цивилне структуре организација учињен је крајем фебруара 1940, када је ЗВЗ основао своју локалну верзију Националног савета, Политички консултативни одбор (пољ. Polityczny Komitet Porozumiewawczy, скраћено ). Цивилне структуре у окупираној Пољској одржавале су блиску комуникацију са владом у егзилу, путем радио комуникација и "стотина, ако не и хиљада" курира, као што је био Јан Карски. Један од значајнијих догађаја у 1940. години било је стварање канцеларије Владине делегације за Пољску (пољ. Delegatura Rządu na Kraj), на челу са Ћирилом Ратајским (постављен 3. децембра) као првим делегатом. Овај догађај означио је званичан почетак Подземне државе. Положај делегата може се схватити као положај потпредседника владе (посебно од законодавства из 1944. године). За разлику од ГРП-а и ПКП-а, који су деловали паралелно са војним структурама, али нису имали утицаја на њих, Делегација је имала буџетску контролу над војском. Делегација је требала да надгледа војску и организује цивилну управу.
Почев од 1940. године, цивилна организација Подземне државе активно је организовала образовање, а затим је започела развијање мрежа социјалне заштите, информисања (пропаганде) и правде.

### 1941–1943: Развој
До 1942. године већина разлика између политичара у окупираној Пољској и оних у егзилу је позитивно решена. До 1943. године ПКП је прерастао у Отаџбинско политичко представништво (пољ. Krajowa Reprezentacja Polityczna, скраћено KRP), који је послужио као основа Већу националног јединства (пољ. Rada Jedności Narodowej, скраћено RJN), створеног 9. јануара 1944. године. Савет, на челу са Казимјежом Пужаком, сматран је парламентом Подземне државе. У међувремену, војна структура Подземне државе се драматично проширила, а ЗВЗ је 1942. трансформисан у Армију Крајова (AК, или Домовинска армија). Команданти ЗВЗ-АК били су Стефан Ровецки, Тадеуш Бор-Коморовски и Леополд Окулицки.
У августу 1943. и марту 1944, Пољска подземна држава објавила је свој дугорочни план, који је делимично осмишљен да поткопа атрактивност неких предлога комуниста. Комунисти су, у својој радикалнијој декларацији За шта се боримо (из марта и новембра 1943. године), предложили стварање јаке социјалистичке или чак комунистичке државе, осуђујући капитализам, који су изједначили са ропством. Они су захтевали национализацију већине, ако не и читаве привреде, увођење централног планирања. Подземна држава је декларацијом За шта се пољска нација бори објавила да се залаже за реконструкцију Пољске као демократске парламентарне државе прогласила је за циљ гарантовање потпуне равноправности мањина, као и потпуну слободу говора, слободу вероисповести, и слободу политичког деловања. План је такође позвао на стварање централноевропске федералне уније, без доминације било које државе. У економском сектору, планска економија би се подржала прихватањем социјалистичких и хришћанско-демократских принципа, попут прерасподеле дохотка, чији је циљ смањење економске неједнакости. План је предвиђао аграрну реформу, национализацију индустријске базе, захтеве за територијалну надокнаду од Немачке и поновно успостављање источне границе земље на стање пре 1939. године. Према плану, источна границе земље, која је одређена Ришким миром из 1921. године, задржаће се, док ће се на северу и западу тражити проширења на рачун немачких територија. Дакле, главне разлике између Подземне државе и комуниста у погледу политике нису биле укорењене у радикалним економским и социјалним реформама, за које су се обе стране залагале, већ у својим различитим ставовима о питањима као што су национални суверенитет, границе и пољско -совјетски односи. Националистичке фракције критиковале су програм јер су сматрале да је превише социјалистички и недовољно "хришћански".
Подземна држава је свој врхунац достигла почетком 1944. године. У априлу је пољска влада у егзилу признала административну структуру канцеларије делегата као привремену владину администрацију. Тиме је делегат службено постао потпредседник владе, и основан је Отаџбински савет министара (пољ. Krajowa Rada Ministrów, скраћено КРМ). Подземна држава је, међутим, нагло почела да губи утицај након народног устанка, Операције Темпест, који је избио у пролеће 1944. године. Варшавски устанак, као део Операције Темпест, пропао је због непријатељског става Совјетског Савеза и његове марионетске владе у Пољској, јер нису желели да пруже подршку устаницима. Подземна држава је претпоставила да ће пољски отпор помоћи совјетским снагама да напредују, а заповедници АК и представници административне власти преузели би улогу легитимних домаћина. Међутим, Совјети су опколили, разоружали и ухапсили припаднике подземних војних групација и њене цивилне представнике, намећући своје административне структуре. Почетком јула 1944. године, чак и када је отпор АК наставио борбу против Немаца, Подземна држава била је приморана да нареди АК-у и њеној административној структури да остану скривени од Совјета, због сталних хапшења и репресалија које су доживели они који су се открили.

### 1944–1945: Пад и распуштање
Догађаји који су се збили 1943. године значајно су ослабили пољску владу у егзилу. Дошло је до удаљавања између Пољске и Совјетског Савеза, све значајнијег савезника запада, нарочито након Катињског масакра 13. априла 1943. године. Потом је Совјетски Савез прекинуо дипломатске односе са Пољском 21. априла. Каснија смрт (4. јула) харизматичног генерала Сикорског, ког је на месту премијера наследио мање утицајни Станислав Миколајчик, а на месту врховног команданта генерал Соснковски, допринели су паду. Ниједан представник пољске владе није позван на Техеранској конференцији (28. новембар – 1. децембар 1943. године) и на Кримској конференцији (4–11. фебруар 1945. године), две кључне конференције на којима су западни савезници и Совјетски Савез разговарали о облику послератног света и одлучивали о судбини Пољске, додељујући је совјетској сфери утицаја. У Техерану, ни Черчил ни Рузвелт нису приговорили Стаљину када је изјавио да Пољска влада у егзилу у Лондону не заступа пољске интересе. Након Техеранске конференције, Стаљин је одлучио да створи марионетску државу у Пољској, и организовао је Пољски одбор за национално ослобођење 1944. године. Совјетска влада је Пољски одбор за национално ослобођење признала као једини легитимни ауторитет у Пољској, док је Миколајчикова влада у Лондону проглашена "илегалном и самозваном влашћу". Миколајчик је обављао функцији премијера до 24. новембра 1944. године, када је, схвативши све већу немоћ владе у егзилу, поднео оставку а наследио га је Томаш Арћишевски.
Комунисти су одбили да преговарају са Подземном државом, баш као што су одбили да преговарају са владом у егзилу, њени вође и војници на "ослобођеним" пољским територијама били су прогоњени. Бројни угледни лидери Подземне државе, укључујући делегата владе, Јана Станислава Јанковског и последњег врховног команданта АК, генерала Леополда Окулкицког, који су одлучили да се открију и на совјетски позив започели отворене преговоре са комунистичким властима, били су ухапшени и осуђени од стране Совјета у Москви на злогласном суђењу Шеснаесторици (хапшења су извршена у марту 1945, а суђење је одржано у јуну исте године). Дана 27. јуна 1945. Савет за национално јединство одржао је последњу седницу издавши декларацију у 12 тачака са захтевом да совјетска војска напусти Пољску и престане репресија над некомунистичким политичким странкама. Канцеларија делегата владе, након хапшења руководства на челу са последњим делегатом Стефаном Корбоњским, распуштена је 1. јула, након што је у Москви створена Привремена влада националног јединства (пољ. Tymczasowy Rząd Jedności Narodowej, скраћено ТРЈН) 28. јуна 1945. Њено распуштањње означило је крај Подземне државе.
ТРЈН је био састављен пре свега од комунистичких представника из ПКВН-а, са "лажним" представницима опозиције како би се задовољили Западним савезници. Успостављањем ТРЈН-а, владу у егзилу престали су да признају западни савезници (Француска је повукла своје признање 29. јуна, а затим Уједињено Краљевство и Сједињене Државе 5. јула), који су одлучили да подрже комунистичку ТРЈН. Схвативши ово као "Западну издају", влада у егзилу је протестовала против те одлуке и наставила је деловати до пада комунизма 1989. године, када је признала посткомунистичку пољску владу. Пољски законодавни избори одржани су 1947. године и означили су почетак комунистичке владавине у Пољској, неколицини независних политичара, попут Миколајчика, који су покушали да формирају опозицију, претили су хапшењима, пензионисањем или емиграцијом.
Војна рука Подземне државе, Армија Крајова, званично је распуштена 19. јануара 1945. како би се избегли оружани сукоби са Совјетима и грађански рат. Током следећих неколико година комунисти су учврстили своју власт над Пољском, фалсификовали изборе, прогонили опозицију и елиминисали је као политичку силу. Остаци оружаног отпора (НИЕ, Делегација оружаних снага за Пољску, Слобода и независност) који су одбили да положе оружје и предају се комунистичком режиму наставили су да се боре наредних неколико година са комунистичким снагама које су подржале Совјетске власти.

## Политичка заступљеност
Подземна држава представљала је већину политичког врха Друге пољске републике. ПКП се састојао од четири главне политичке странке: Пољске социјалистичке партије, Народне партије, Националне партије и Лабуристичке партије. Лабуристичка партија се придружила ПКП-у јуна 1940. године, четири месеца након што је ПКП створен, а Пољска социјалистичка партија се повукла из ПКП-а између октобра 1941. и марта 1943. године. Те странке, познате као "Велика четворка", биле су заступљене и у Дому политичких представника (КРП). У поређењу са ПКП-ом и КРП-ом, Савет за национално јединство био је много репрезентативнији и обухватао је представнике неколико мањих политичких групација. Неколико других групација које нису имале значајну заступљеност у ПКП-у и КРП-у, су ипак подржале Подземну државу. Непољске етничке мањине, пре свега Украјинци и Белоруси, нису били заступљени у Подземној држави, док су Јевреји били.
Најважније групе које су биле против владе Подземне државе су комунисти (Пољска радничка партија (ППР) и њена војска, Гвардија Лудова) и крајња десница (Група Чанијец и њена војска, Савез гуштера). И екстремна левица (комунисти) и екстремна десница (националисти) сматране су опозицијом у Подземној држави. Међутим, само се ППР, који се супростављао пољској независности и подржавао је њено пуно укључивање у Совјетски Савез, сматрала државним непријатељем, док су остале групе посматране као легитимна опозиција. У 1944. години ППР је постала део совјетске марионетске владе ПКВН.

## Структура

### Цивилна структура
Влада у егзилу, смештена прво у Француској, а касније у Великој Британији, са председником, премијером и главним командантом пољске војске била је највиши војни и цивилни ауторитет, који су власти Подземне државе признале као свог команданта. Владу у егзилу у окупираној Пољској представљала је Делегација владе за Пољску, на чијем је челу био Владин делегат за Пољску.
Главна улога цивилне гране Подземне државе била је очување континуитета пољске државе у целини, укључујући њене институције. Те институције су укључивале полицију, судове и школе. Ова грана државе била је намењена припреми кадрова и институција за обнављање власти након пораза Немачке у Другом светском рату. До завршних година рата, цивилна структура Подземне државе обухватала је парламент, управу, правосуђе (судове и полицију), средњошколско и високо образовање и подржавала је разне културне активности као што су издавање новина и књига, позоришта, предавања, изложбе, концерте и чувала различита уметничка дела. Бавила се и пружањем социјалних услуга, укључујући и помоћ сиромашном јеврејском становништву (преко Савета за помоћ Јеврејима). Кроз Дирекцију цивилног отпора (1941–1943) цивилна рука је такође била умешана у мање акте отпора, попут мањих саботажа, мада је 1943. године ово одељење припојено Дирекцији за прикривени отпор, формирајући Дирекцију за подземни отпор, подређену Армији Крајови.
Цивилна одељеља су слабо била повезана са министарствима. Три одељења била су посвећена темама везаним за рат: одељење за отклањање последица рата, одељење за јавне радове и обнову и одељење за информације и штампу, а остала одељења су огледала предратних пољских министарстава (нпр. одељење поште и телеграфа или одељење трезора). Канцеларија делегата је била подељена на одељења, од којих је 14 постојало до краја рата. Комплетна листа обухватала је: председничко одељење, одељење унутрашњих послова, одељење правосуђа, одељење за запошљавање и социјалну заштиту, одељење пољопривреде, одељење трезора, одељење трговине и индустрије, одељење поштанских и телеграфских услуга, одељење за отклањање последица рата, сектор за саобраћај, информације и штампу, одељење за јавне радове и обнову, одељење за образовање и културу и одељење за националну одбрану.
На нивоу географске поделе, Делегација је имала локалне канцеларије, поделивши пољске територије на 16 војводства а сваким је управљао Подземни војвода. Војводства су даље била подељена на повјате на челу са старостима, и са одвојеним општинским органима. Почетком 1944. године, Делегација је запослила око 15.000 људи у својој администрацији. То су били пре свега старији људи, јер су се млађи регрутовали за војну страну операција.

### Војна структура
Војна рука Пољске подземне државе састојала се превасходно од разних огранака Армије Крајове (АК), а до 1942. године и Уније оружаних борби. Овај крак државе био је створен да припреми пољско друштво за будућу борбу за ослобођење земље. Поред оружаног отпора, саботажа, обавештајних података, обуке и пропаганде, војска државе била је одговорна и за одржавање комуникације са лондонском владом у егзилу и за заштиту цивилног крака државе.
Примарне операције отпора Армија Крајова биле су саботажа немачких активности, укључујући транспорте упућене ка Источном фронту у Совјетском Савезу. Саботажа немачког железничког и друмског превоза ка Источном фронту била је толико обимна, да се процењује да је једна осмина свих немачких превоза ка Источном фронту уништена или је знатно каснила услед активности АК.
Армија Крајова је водила и неколико битака против Немаца, посебно 1943. и 1944. током Операције Темпест. Операцијом Темпест су задржане значајне немачке снаге, процењене на неколико дивизија (горње процене сугеришу око 930.000 војника) као и преусмеравање веома потребних немачких залиха, покушавајући да подрже совјетску војску. Пољски обавештајни оперативци су савезницима пружали драгоцене обавештајне информације, 43 одсто свих извештаја британских тајних служби из континенталне Европе у периоду 1939–1945 стигло је из пољских извора. АК је бројала преко 400.000 чланова и била је препозната као један од три највећа, или чак највећи,[b] покрет отпора у Другом светском рату. Немачки људски губици због акција пољског подземља, од којих је већину извела АК, процењује се на 150.000.

## Дефиниција, историографија и сећање
Деценијама су истраживања о Пољској подземној држави била ограничена, највише због тога што комунистичка Народна Република Пољска није желела у потпуности признати улогу некомунистичког отпора. Током првих послератних стаљинистичких година напори на истраживању ове теме сматрани су опасним, на граници са илегалним. Истраживање догађаја који су се догодили на територијама припојеним совјетским властима у периоду 1939-1941 било је посебно тешко. Ограничена истраживања посвећена Подземној држави углавном су радили емигрирани пољски историчари на западу. Комунистичка држава умањила је значај покрета који нису били комунистички, док је комунистички покрет (Армија Лудова) наглашен као најважнији, а у ствари, било је супротно. Непостојање истраживања пољских историчара, заједно са препрекама које су предочене страним историчарима који траже приступ изворном материјалу у комунистичкој Пољској, допринело је ситуацији у којој западни историчари готово нису расправљали о једном од највећих покрета отпора у Европи - некомунистичком Пољском покрету отпора. Већина западних истраживања усредсређена је на знатно мањи[b] Француски покрет отпора (франц. la Résistance).
Падом комунизма, Пољска је поново стекла потпуну независност и пољски историчари могли су започети неограничено истраживање свих аспеката пољске историје. Историчари који су одлучили да истраже Подземну државу такође су били суочени са питањем њене јединствености (ниједна држава или нација никада није створила сличну институцију), а самим тим и проблемом њеног дефинисања. Пољски историчар Станислав Салмонович, говорећи о историографији Пољске подземне државе, дефинисао ју је као "збирку државно-правних, организационих и грађанских структура које су требале да обезбеде уставни наставак пољске државности на сопственој територији". Салмонович је закључио да је "овај уставни континуитет, стварно обављао функцију државе на њеној прошлој територији и имао подршку велике већине пољског друштва што је најважнији елементи њеног постојања."
Пољска влада, локалне власти и заједница званично су признали Подземну државу, при чему је већина градова у Пољској подигла разне споменике отпорима Подземне државе. У Познању, је подигнут споменик Подземној држави у 2007. години. Дана 11. септембра 1998. године Сејм (парламент) Пољске је прогласио дан 27. септембар (годишњица оснивања организације Служба победи Пољске) за Дан Пољске подземне државе.

## Белешке
a ^  Широко коришћени израз "Пољска подземна држава" први пут је коришћен 13. јануара 1944. године од стране званичне подземне публикације пољских подземних власти Biuletyn Informacyjny. Пољска тајна држава (пољ. Tajne państwo) био је термин који је Јан Карски користио у својој књизи Прича о Тајној држави, која је први пут објављена у другој половини 1944. године у Сједињеним Државама.
b ^  Неколико извора примећује да је Армија Крајова била највећи покрет отпора у окупираној нацистичкој Европи. На пример, Норман Дејвис је написао "Армија Крајова (Домовинска армија), АК, за коју се може поштено тврдити да је највећи европски отпор ", Грегор Далас је написао "Домаћа војска (Армија Крајова или АК) крајем 1943. године је бројала око 400.000, што је чини највећом организацијом отпора у Европи", Марк Виман написао је да се "Армија Крајова сматрала највећим подземним отпором у ратном добу Европе". Свакако, пољски отпор био је највећи покрет отпора све до немачке инвазије на Југославију и инвазије на Совјетски Савез у 1941. године, а у последњим годинама рата та два отпора су по снази парирали Армији Крајови (погледајте Покрети отпора у Другом светском рату за детаљније анализе). У поређењу са њима, Француски покрет отпора је био мањи, бројећи око 10,000 људи у 1942. години, а бројећи 200,000 у 1944. години.